# 千面獸
《千面獸》為台灣歌手梁心頤發行第三張個人專輯，也是妹妹娃娃多媒體推出的第一張音樂專輯。為電影《明日之星》的和合輯兼原聲帶。

## CD資訊

### 曲目
1. 《明日之星》 Tomorrow's Star
2. 《蹦蹦蹦》 Watch Out
3. 《最愛的痛》 Precious Pain
4. 《閉眼》 Eyes Closed
5. 《忘掉》 Forget
6. 《心打開》 Open Heart
7. 《沒有絕對》 No Absolutes
8. 《千面獸》 Thousand-Faced Beast

### 特別收錄
專輯另外有收錄四首特別歌曲，其中三首為同曲不同詞的英文歌。最後一首《玩轉》為之前一首未發行單曲。
1. 《Burn》（《心打開》英文版）
2. 《Eyes Closed》（《閉眼》英文版）
3. 《Fight》（《千面獸》英文版）
4. 《玩轉》 Play/Turn

## 特別演出
2018年10月，梁心頤為了宣傳電影《明日之星》在台灣做了簽唱會演出巡迴。後續也在2018年11月跟「台灣好直播電視」在三創數位生活園區做了一次專場演唱會。
| 系列                            | 月份 | 日期 | 類型     | 場地                 | 城市 |
| ------------------------------- | ---- | ---- | -------- | -------------------- | ---- |
| 明日之星巡迴                    | 10月 | 26日 | 簽唱巡迴 | 環球購物中心         | 板橋 |
| 明日之星巡迴                    | 10月 | 27日 | 簽唱巡迴 | 大魯閣新時代購物中心 | 台中 |
| 明日之星巡迴                    | 10月 | 27日 | 簽唱巡迴 | 南方公園             | 台南 |
| 明日之星巡迴                    | 10月 | 28日 | 簽唱巡迴 | 大魯閣草衙道         | 高雄 |
| 發現亞洲好聲音-《千面獸》演唱會 | 11月 | 11日 | 專場演出 | 三創數位生活園區     | 台北 |

## 外部連結
- Lara梁心頤攜《千面獸》強勢回歸樂壇 音樂曲風再進化 甜美唱腔砍掉重練 （页面存档备份，存于） PlayMusic音樂網

1. ↑  好囂張 竟然嗆聲自己唱的比阿妹好聽 梁心頤找天后創作人量聲打造新輯 （页面存档备份，存于）華語新聞音樂
2. ↑  梁心頤48小時連簽四城市　許書豪助陣光棍節開唱 （页面存档备份，存于） Girl愛女生
3. ↑  Lara梁心頤攜手祈錦鈅空中開唱 宣傳「我們節」挑戰天后級流行金曲 （页面存档备份，存于） ETtoday星光雲